# Star Series
Star Series fue un canal de televisión por suscripción premium latinoamericano de origen estadounidense dedicado a solo transmitir series exclusivas. Formó parte del paquete de canales Star Premium.

## Historia
Star Series comenzó a emitir el 1 de junio de 1997 como Moviecity, un canal especializado en estrenos recientes de los estudios de cine más importantes y cine independiente. La señal fue renombrada el 1 de febrero de 2012 como Moviecity Premieres, y el 3 de noviembre de 2014 es reestructurada como Fox 1, tras ser adquirido por Fox International Channels a LAPTV, en toda Latinoamérica. 
El 11 de marzo de 2017 tomó el nombre de Fox Premium Series.
Luego de la adquisición de 21st Century Fox por parte de Disney en 2019, y con tal de evitar relacionarla con la actual Fox Corporation, el 27 de noviembre de 2020 Disney anunció que los canales de Fox serían renombrados bajo el nombre Star, cuestión que se concretó el 22 de febrero de 2021. Así, Fox Premium Series fue renombrado como Star Series.
En la madrugada del 1 de febrero de 2022, Star Series finalizó sus emisiones, junto con el resto de canales del grupo.

## Programación
Su programación estaba basada en la transmisión de series, mayormente producidas por Starz y otras productoras de series que se transmitían en su idioma original con subtítulos en español. Poseía dos señales (Este y Oeste), la primera con el horario de Argentina y la segunda con el horario de México. La señal Este estaba disponible también en alta definición.